# سیارک ۱۲۵۱۹
سیارک ۱۲۵۱۹ (به انگلیسی: 12519 Pullen، نامگذاری:1998HH55) دوازده هزار و پانصد و نوزدهمین سیارک کشف شده‌است که در ۲۱ آوریل ۱۹۹۸ کشف شد.
قدر مطلق سیارک برابر ۱۴٫۹ است.